# Juan Mercier
Juan Ignacio Mercier est un footballeur international argentin, né le 2 février 1980 à Campana dans la province de Buenos Aires. Il joue la majorité de sa carrière dans son pays natal au poste de milieu de terrain.

## Palmarès
- Avec CA Platense :
  - Champion d'Argentine de D3 en 2006
- Avec les Argentinos Juniors :
  - Vainqueur du Tournoi de clôture du championnat d'Argentine 2010
- Avec CA San Lorenzo :
  - Vainqueur du tournoi initial du Championnat d'Argentine 2013
  - Vainqueur de la Copa Libertadores en 2014
  - Finaliste de la Coupe du monde des clubs de la FIFA en 2014